# Eva von Leiningen-Westerburg

Wappen der Grafen von Leiningen-Westerburg

Eva von Leiningen-Westerburg, oft auch Gräfin Eva von Neuleiningen (*  1481; † 23. Februar 1543 in Neuleiningen) war eine regierende Gräfin von Leiningen, die ins Pfälzer Volksgut einging.

## Herkunft und Leben
Sie war die Tochter des Grafen Reinhard I. von Leiningen (1453–1522) und seiner ersten Gattin Anna von Eppstein, Gräfin von Königstein († 1483).  Nach ihrem Tod heiratete der Vater in 2. Ehe Zymeria von Sayn († 1499). Aus beiden Ehen entsprangen 9 Kinder. Eva hatte 2 Brüder aus der gleichen väterlichen Verbindung, nämlich Philipp (1483–1522) und Reinhard (1479–1540). Letzterer amtierte als Domdekan in Köln und war als Geistlicher vom Erbe ausgeschlossen, Philipp starb bereits kurz nach dem Vater. Die übrigen Kinder stammten aus der 2. Ehe, von ihnen sollte der Halbbruder Kuno (1487–1547) regierender Graf und Nachfolger des Vaters werden.
Dagegen erhob Eva von Leiningen-Westerburg Einspruch und verlangte die Auszahlung der hohen Mitgift ihrer verstorbenen Mutter oder eine Kompensation dafür. Da Kuno sie nicht ausbezahlen konnte, überließ er der unverheirateten Halbschwester Eva auf Lebenszeit einen Teil der Grafschaft Leiningen-Westerburg. Nach ihrem Tod sollte er an ihn oder seine Erben zurückfallen. Entsprechend dieser Einigung erhielt Gräfin Eva 1523 die Burg Neuleiningen als Residenz, sowie die Ortschaften Grünstadt, Sausenheim, Asselheim, Albsheim an der Eis, Obrigheim, Kirchheim und Bissersheim. In diesem Gebiet herrschte sie bis zu ihrem Lebensende als regierende Gräfin.
Sie führte früher ihrem verwitweten Vater über 20 Jahre lang den Haushalt und wird als fromm, umsichtig und resolut beschrieben. In diese Charakteristik fügt sich leicht die Geschichte ein, die Gräfin Eva zum Bestandteil des Pfälzer Volksgutes werden ließ. Friedrich Wilhelm Hebel nahm sie in seine Pfälzer Sagensammlung auf und Paul Münch verfasste darüber ein bekanntes Mundartgedicht. Die Regentin soll im Pfälzischen Bauernkrieg 1525 den brandschatzenden Haufen klugerweise keinen Widerstand geleistet, sondern sie in die Burg Neuleiningen eingelassen haben, wo sie essen und Wein trinken konnten, so viel sie wollten. Freiwillig oder gezwungen habe Gräfin Eva die Plünderer sogar selbst bedient. Jedenfalls zogen die Bauern wieder ab, ohne die Burg zu schädigen. Kurz zuvor waren sie in Altleiningen gewesen und hatten diese Nachbarburg in Schutt und Asche gelegt.

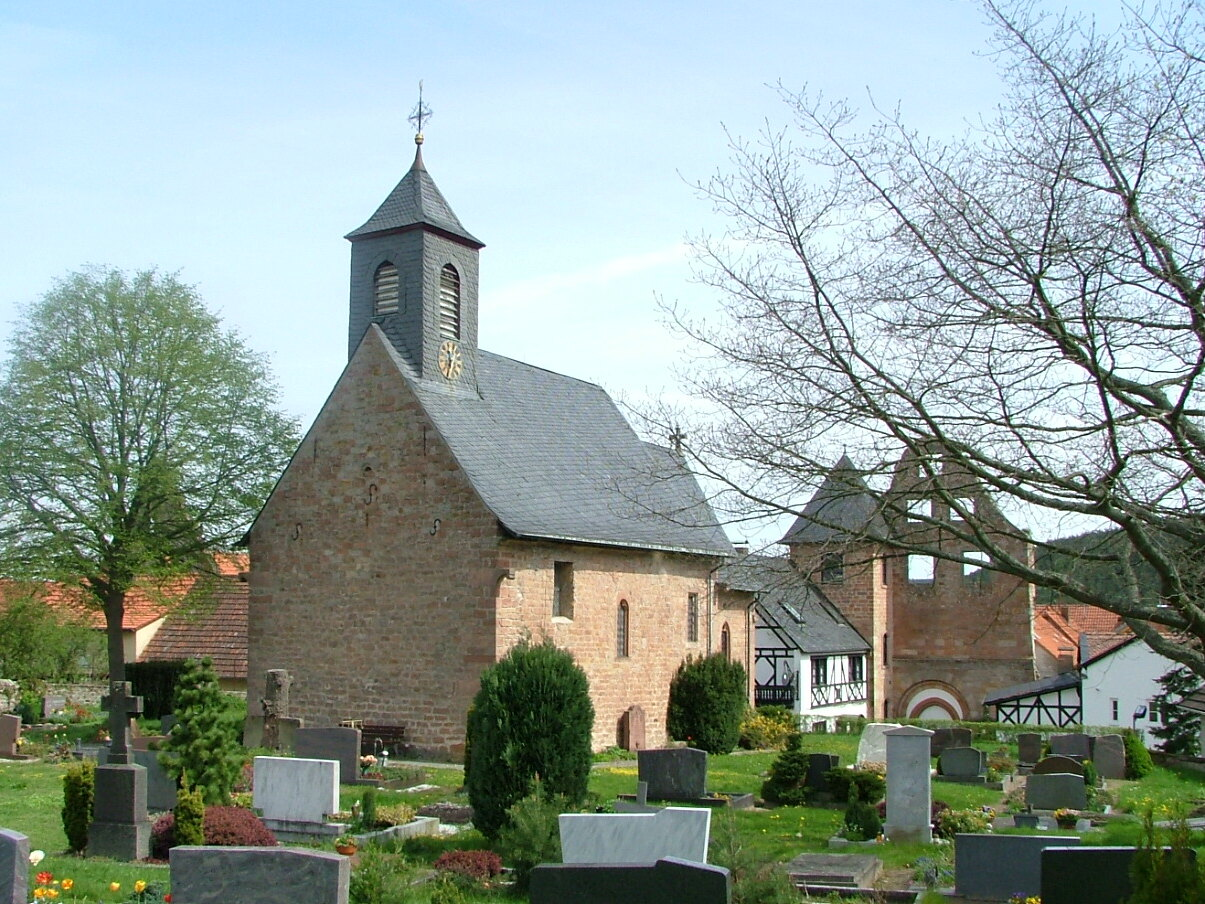
St. Jakob in Höningen, Grabeskirche von Gräfin Eva

Für ihr Territorium richtete sie 1537, zu Ehren der „Heiligsten Dreifaltigkeit“ und der „Himmelskönigin Maria“, eine Hospitalstiftung ein, die sie auch testamentarisch noch einmal förderte. Es sollten damit „sieben fromme, ehrbare und hausarme Personen“ versorgt werden, jeweils eine aus jedem der sieben ihr gehörenden leiningischen Orte. Hierfür wurde in Grünstadt, in der Hauptstraße, gegenüber dem Rathaus, ein
Hospitium eingerichtet, wo sie wohnen durften. Jedem dieser Armen sollte täglich eine Portion Wein, ein halbes Pfund Fleisch und ein Brot zu seiner Ernährung kostenlos gereicht werden. Die Stiftung wurde 1567 auf die gesamte Grafschaft Leiningen-Westerburg ausgedehnt und bestand noch bis weit ins 19. Jahrhundert hinein.
Gräfin Eva starb 1543 in Neuleiningen und wurde in der gräflichen Gruft von St. Jakob, zu Höningen bestattet. Ihr Herrschaftsgebiet fiel an den Halbbruder Kuno zurück. Ihre Halbschwester Margarethe von Leiningen amtierte als Äbtissin des Klosters Marienberg in Boppard.
In Grünstadt wird seit 1950 jedes Jahr eine Weingräfin des Leiningerlandes, als Repräsentantin des heimischen Weinbaues gekrönt. Vorbild für dieses Amt ist, laut Webseite der Stadtverwaltung, die historische Figur der Gräfin Eva von Neuleiningen.